# 미야노코시주쿠

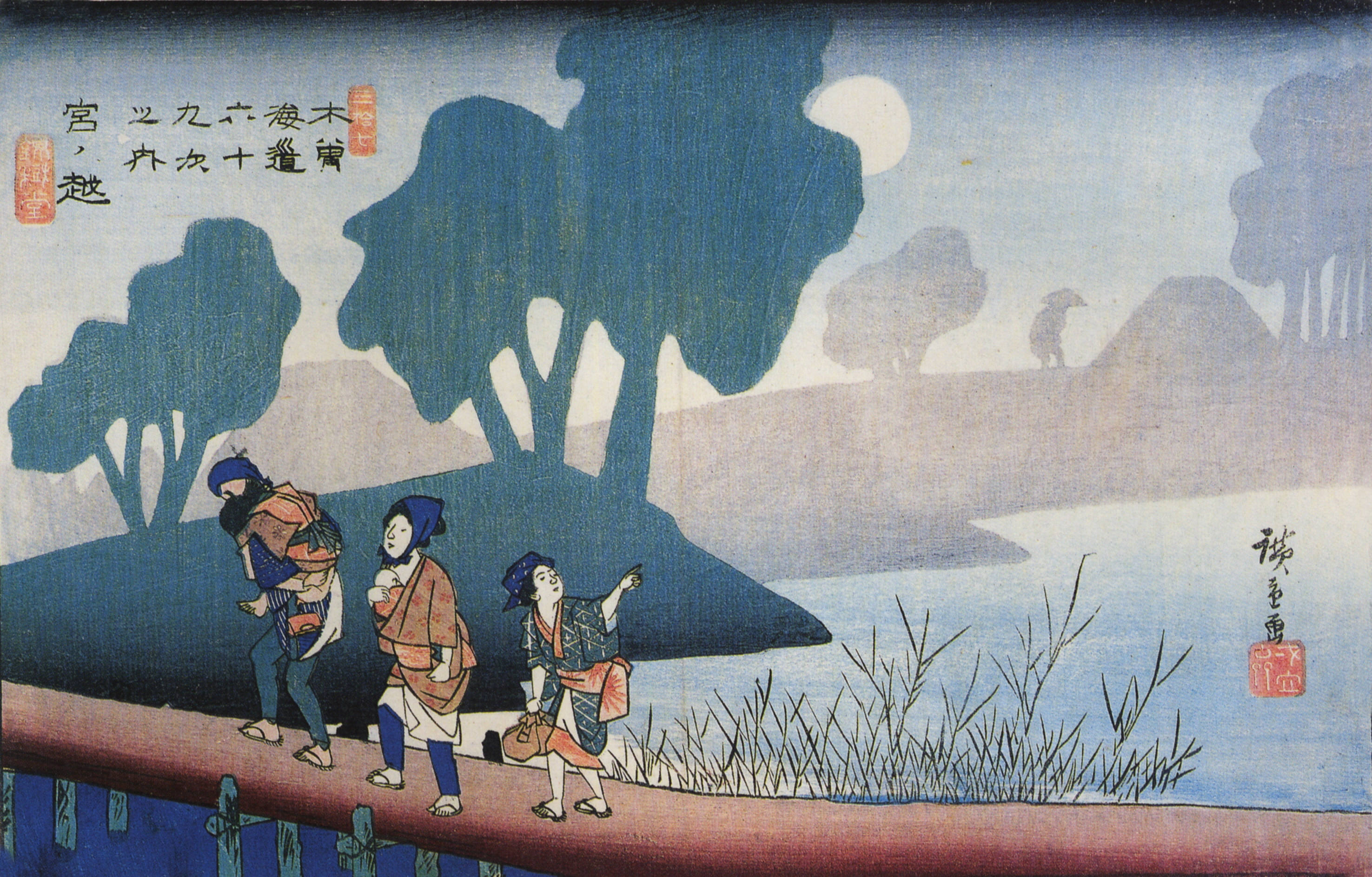
우타가와 히로시게 「키소 카이도 육십구차・미야노코시」

미야노코시주쿠(일본어: 宮ノ越宿 みやのこしじゅく[*])는 나카센도 36번째 슈쿠바 (→나카센도 육십구차)로, 현재의 나가노현 기소군 기소정의 히요시이다.
슈쿠바 관련 사적보다, 키소 요시나카 관련 사적이 많다. 예전에는 키소가와의 물을 사용한 용수가 슈쿠바 내부를 흘렀다.

## 대중교통
- JR도카이 츄오 본선 미야노코시역

## 사적ㆍ볼거리

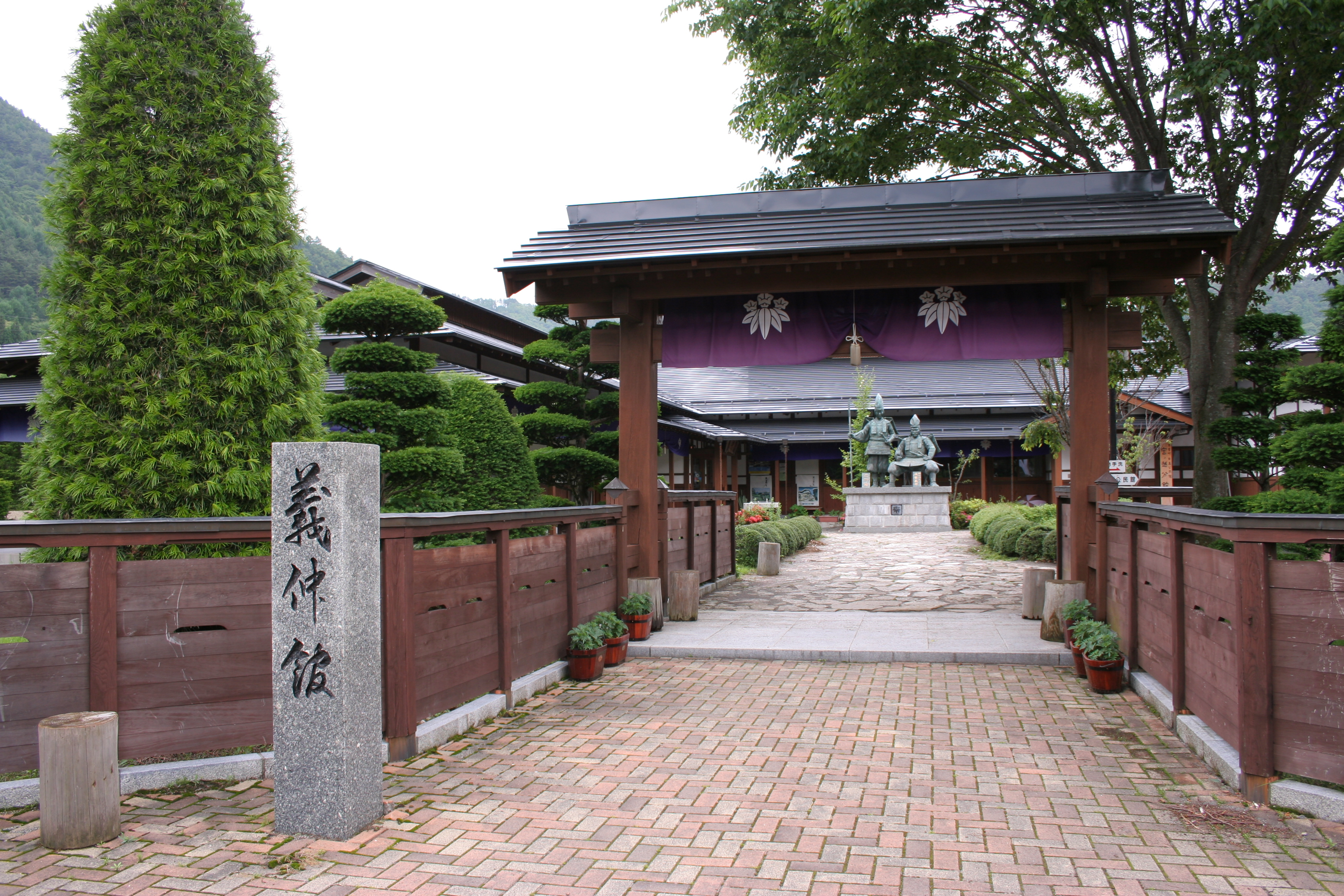
요시나카야카타 (義仲館)

- 토모에가부치 - 키소가와가 밖으로 소용돌이치는 못이었다하여 이 이름이다. 토모에고젠이 이 곳에서 목욕을 했다는 전설이 있다.
- 하타아게하치만구 - 키소 요시나카 하타아게의 땅. 경내의 느티나무는 수령 800년이라고 한다.
- 요시나카야카타 - 키소 요시나카의 생애를 인형이나 그림을 사용하여 소개. 입구에 요시나카ㆍ토모에고젠의 동상이 서있다. 입장료 고등학생 이상 300엔.
- 혼진 터
- 와키혼진ㆍ도매상 터
- 민가 타카타 집 - 옛 여관
- 고젠스이 - 에도 말기 ~ 쇼와 초기 이 우물에서 메이지 천황에게 이 물로 차를 바쳤기 때문에, 이 이름이 지어졌다.

후쿠시마주쿠까지의 사적ㆍ볼거리
루트는 중부 호쿠리쿠 자연보도이다.
- 츄오 동ㆍ서선 철로 접속점 - 히요시학교ㆍ히요시무라사무소 터이기도 하다.
- 나카센도 중간점 - 에도와 교토의 쌍방으로부터 67리 38정. 히요시무라의 안내판이 서있다.
- 테나라이 천신 - 나카하라노 카네토가 요시나카를 학문의 신으로 권청하였다.
- 쿄즈카 - 키소 대관, 야마무라씨에 의한 것.

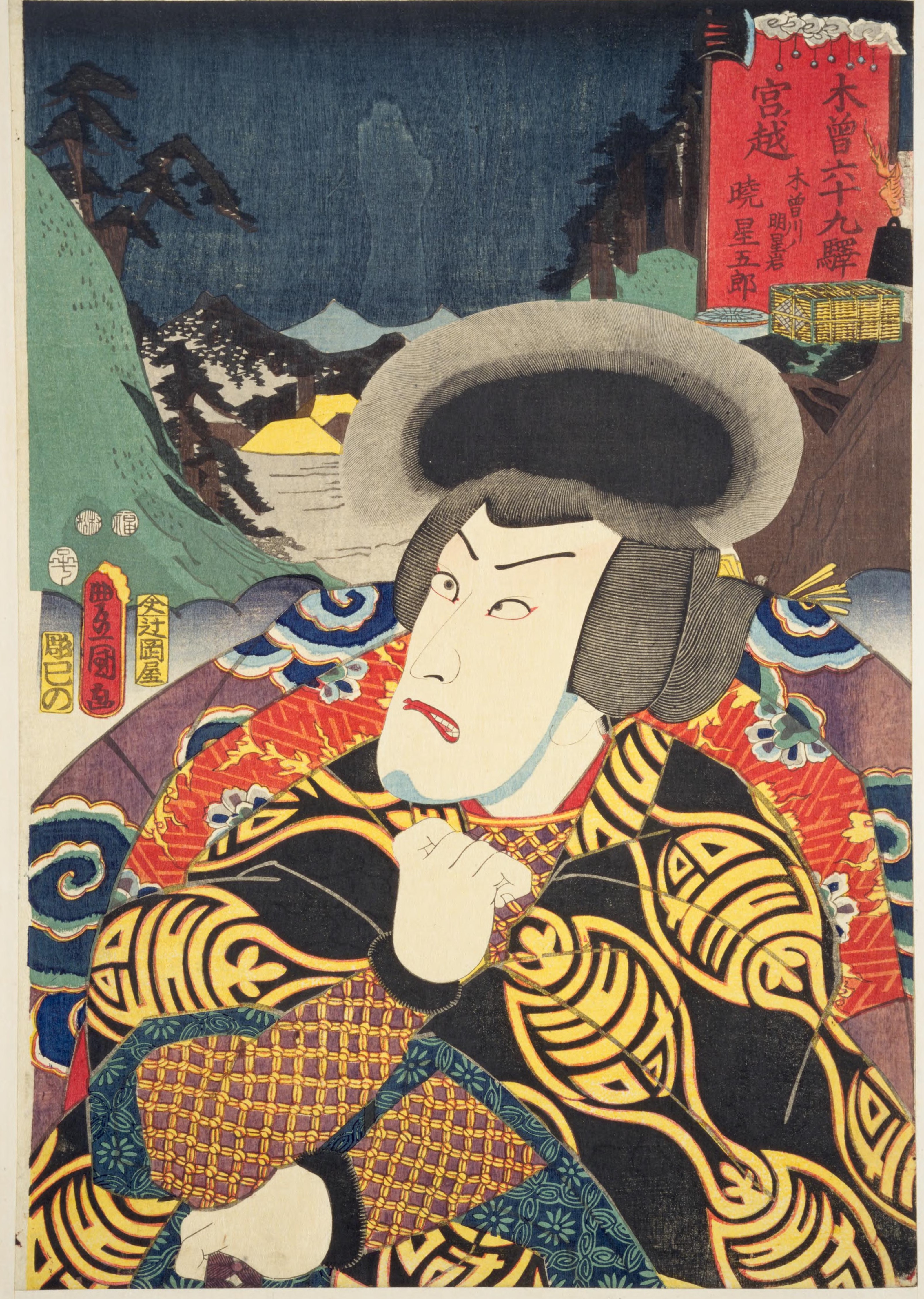
3대 우타가와 토요쿠니 「宮ノ越木曽川ノ明星岩・暁星五郎」

## 관련 인물
- 키소 요시나카 - 미야노코시주쿠 주변에 요시나카 관련 사적이 남아있다
- 토모에고젠 - 요시나카와 함께 전쟁터를 다닌 애첩. 토모에가부치(巴が渕)는 전설의 땅

## 근처 슈쿠바

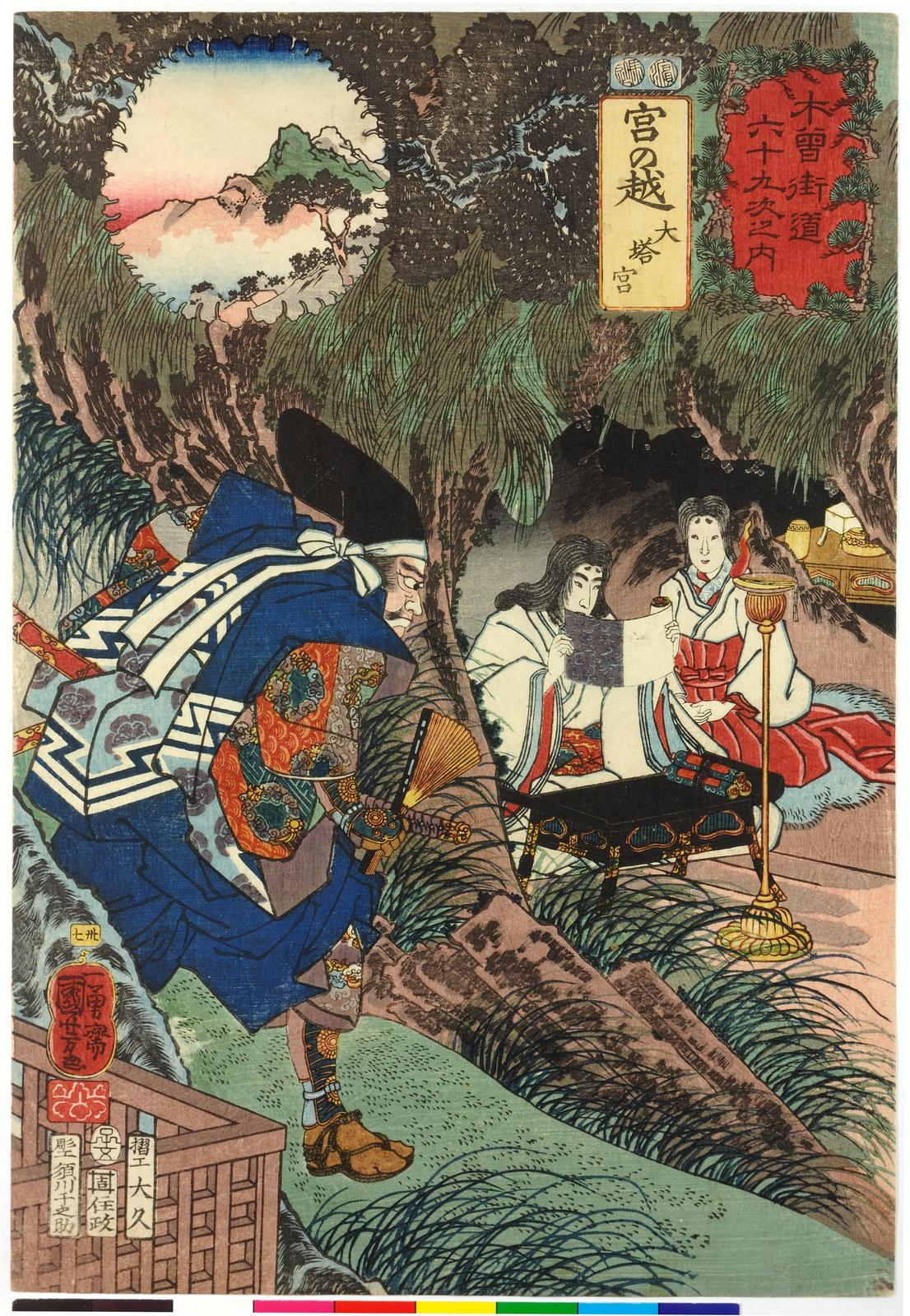
우타가와 쿠니요시 「키소 가도 육십구차지내 미야노코시」

- 나카센도

야부하라주쿠 - 미야노코시주쿠 - 후쿠시마주쿠

## 같이 보기
- 키소 가도 십일 슈쿠
  - 니에카와주쿠
  - 나라이주쿠
  - 야부하라주쿠
  - 후쿠시마주쿠
  - 아게마츠주쿠
  - 스하라주쿠의 중삼숙(中三宿)
  - 노지리주쿠
  - 미도노주쿠
  - 츠마고주쿠
  - 마고메주쿠의 하사숙(下四宿)